# Vesicularia slateri
Vesicularia slateri là một loài Rêu trong họ Hypnaceae. Loài này được (Hampe) Broth. miêu tả khoa học đầu tiên năm 1908.